# Laserhawk
Ne doit pas être confondu avec Captain Laserhawk: A Blood Dragon Remix.
Pour plus de détails, voir Fiche technique et Distribution.
Laserhawk est un film canadien réalisé par Jean Pellerin, sorti en 1997.

## Synopsis
Deux adolescents s'associent avec un auteur de bandes dessinées et un malade mental pour sauver l'humanité d'une attaque extraterrestre.

## Fiche technique
- Musique : Michael Richard Plowman
- Production : John A. Curtis, Pieter Kroonenburg et James Thom
- Langue : anglais

## Distribution
Légende : VQ = Version Québécoise
- Jason James Richter (VQ : Hugolin Chevrette) : Zach Raymond
- Melissa Galianos (VQ : Camille Cyr-Desmarais) : Cara
- Gordon Currie (VQ : Jacques Lussier) : M.K. Ultra
- Mark Hamill (VQ : François L'Écuyer) : Bob Sheridan
- Ivan Rogers (VQ : Pierre Chagnon) : Colonel Lewis Teagarden
- Joseph Wynne : Roach
- Leni Parker : la serveuse
- Andrea Joy Cook : fille numéro 1
- Johanne McKay : fille numéro 5
- Aimée Castle : Tracy Altergot
- Bruce Dinsmore : Freddie
- David Francis : Docteur Lane
- Dominic Philie : le pilote
- Allen Altman : un officier
- Michel Perron (VQ : Marc Bellier) : Ben le Shérif